# Von Thünenův prostorový model hospodářství
Von Thünenův prostorový model hospodářství byl pokusem objasnit příčiny využívání zemědělské krajiny. Autorem konceptu je německý geograf Johann Heinrich von Thünen.
Von Thünen zažil druhou zemědělskou revoluci jako velkostatkář, majitel asi 465 hektarů půdy, nedaleko města Rostock v severovýchodním Německu. Když studoval prostorové vzory hospodaření okolo města Rostock všiml si, že jeden druh zboží nebo plodin ustupuje v zámezí měst jinému bez pozorovatelné změny na půdy, klimatu nebo terénu. Když tuto mozaiku zmapoval, zjistil, že každé město nebo tržní středisko je obklopeno souborem koncentrických prstenců, ve kterých dominovaly jednotlivé druhy zboží či plodin.
Nejblíže městu byly produkovány komodity, které nebyly trvanlivé, což určovalo jejich vysokou cenu. Jako příklad uvedl mléčné produkty, jahody a podobné produkty. Dále od města se stále ještě nacházel prstenec lesů, které obyvatelstvu poskytovaly dřevo na stavbu domů nebo sloužily jako palivo. Hned za lesem se pěstovaly skladovatelnější plodiny, mezi nimiž převládaly hlavně obilniny. Ještě dále byly pastviny pro skot.
Tyto poznatky von Thünen využil při formulování svého modelu prostorového rozšíření zemědělských aktivit. Pro formulaci modelu vytyčil následující předpoklady:
- Město je umístěno uprostřed „Izolovaného státu“, který je samozásobitelský a nepůsobí na něj žádné vnější vlivy.
- Izolovaný stát je obklopen neobydlenou divočinou.
- Krajina státu je zcela plochá a žádné hory ji nenarušují.
- Kvalita půd a klima jsou konstantní na celém území státu.
- Zemědělci v Izolovaném státě přepravují své výpěstky na trh pomocí volského potahu přímo do centrálního města. Proto neexistují žádné silnice.
- Zemědělci se snaží maximalizovat svůj zisk.

Veden takto stanovenými podmínkami považoval von Thünen výdaje za dopravu za rozhodující faktor využití krajiny. Při vyšší vzdálenosti od centra se proto zemědělcům nevyplatí produkovat drahé potraviny.